# Facu Regalía

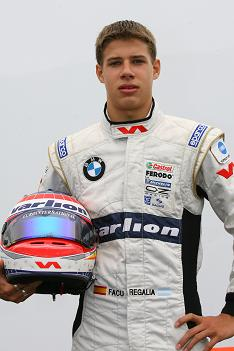
Facu Regalía, 2009

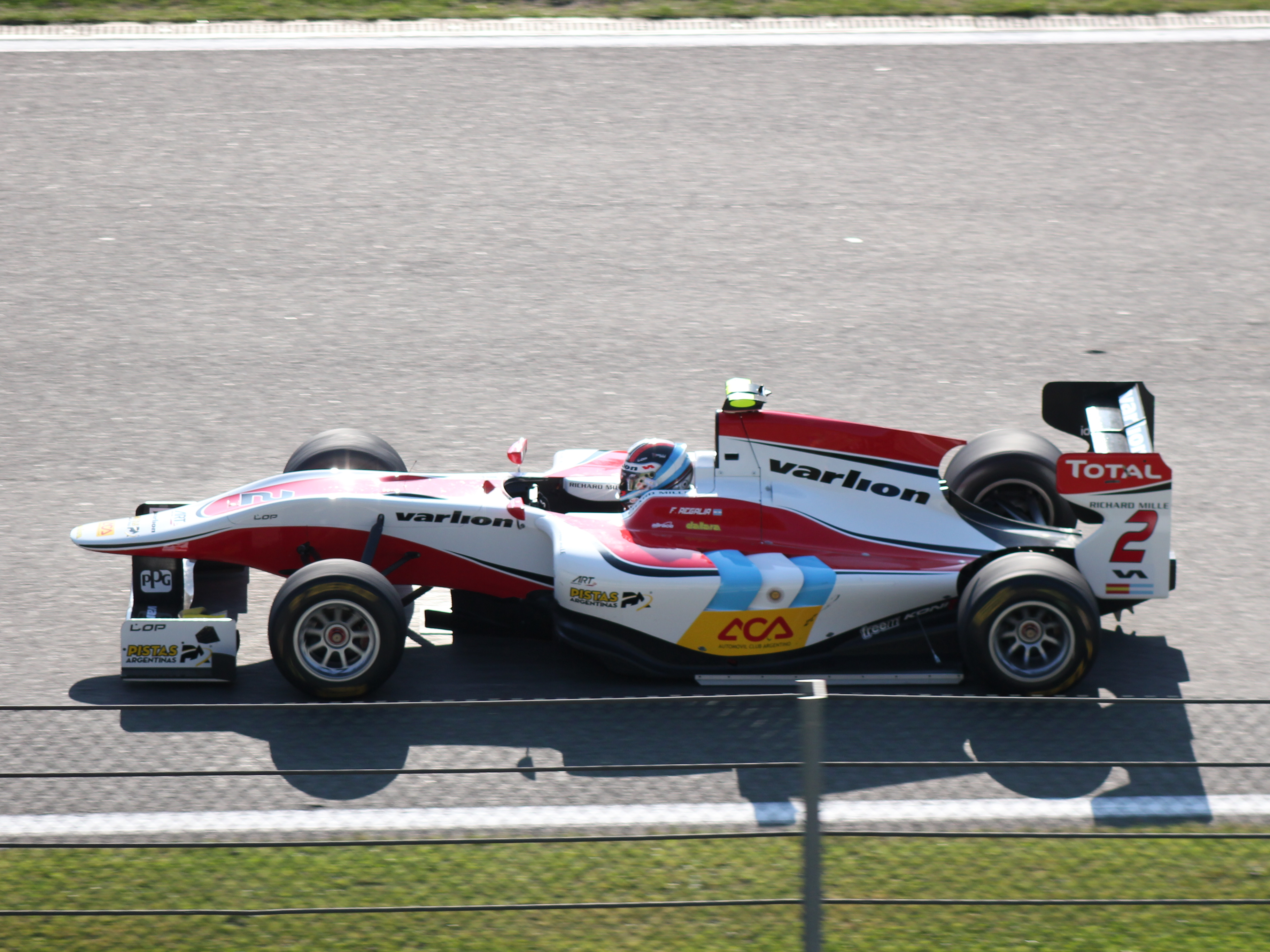
Facu Regalía beim Rennwochenende in Belgien 2013

Facundo „Facu“ Regalía (* 23. November 1991 in Buenos Aires) ist ein ehemaliger argentinisch-spanischer Automobilrennfahrer. Er wurde 2013 Gesamtzweiter der GP3-Serie.

## Karriere
Regalía begann seine Motorsportkarriere 2006 im Kartsport, in dem er bis 2007 aktiv blieb. 2008 wechselte er in den Formelsport und trat für EuroInternational in der europäischen Formel BMW an. Während sein Teamkollege Daniel Juncadella mit Siegen Vierter wurde, schloss Regalia seine Debütsaison auf dem 16. Gesamtrang ab. 2009 wechselte er innerhalb der Serie zu Josef Kaufmann Racing. Drei vierte Plätze waren seine besten Ergebnisse und er lag am Saisonende auf dem achten Rang, während sein Teamkollege Robin Frijns den dritten Platz erreichte. Außerdem absolvierte er drei Gaststarts in der pazifischen Formel BMW. Dabei kam er zweimal auf dem ersten Platz ins Ziel. 2010 bestritt Regalia seine dritte Saison in der europäischen Formel BMW für Eifelland Racing. Mit einem zweiten Platz, der zugleich sein bestes Resultat war, erzielte er erstmals eine Podest-Platzierung. In der Gesamtwertung wurde er erneut Achter und unterlag auch in dieser Saison mit Côme Ledogar seinem Teamkollegen.
2011 wechselte Regalia in die italienische Formel-3-Meisterschaft zu Arco Motorsport. Ein zweiter Platz war sein bestes Ergebnis in der Saison. Mit 55 Punkten lag er am Saisonende auf dem zehnten Gesamtrang, während sein Teamkollege Edoardo Liberati mit 115 Punkten den fünften Platz erzielt hatte. Außerdem nahm Regalia als Gaststarter für Mücke Motorsport an einem Rennwochenende der Formel-3-Euroserie teil. Nach der Saison absolvierte er Auto-GP-Testfahrten für Campos Racing. Dabei gelang es ihm auf dem Circuit Ricardo Tormo die Pole-Position-Zeit aus der abgelaufenen Saison zu unterbieten. Für die Auto-GP-World-Series-Saison 2012 erhielt er schließlich ein Cockpit bei Campos. Nach den ersten fünf Veranstaltungen verließ Regalia die Serie. Mit einem zweiten Platz als bestem Resultat belegte er schließlich den siebten Gesamtrang. Er hatte, obwohl er nicht an allen Rennen teilnahm, mehr Punkte erzielt, als seine Teamkollegen zusammen. Zudem ging Regalia für Campos Racing in der European F3 Open an den Start. Dort wurde er mit drei Siegen Gesamtvierter. Darüber hinaus startete er für verschiedene Teams zu zwei Veranstaltungen der GP3-Serie.
2013 wechselte Regalia vollständig in die GP3-Serie und erhielt ein Cockpit bei ART Grand Prix, dem Meisterteam der Vorsaison. Nachdem er beim Saisonauftakt ohne Punkte geblieben war, erreichte er in den darauf folgenden Rennen nur einmal nicht die Punkteränge. Auf dem Nürburgring gewann er das Hauptrennen. Regalia ging als Gesamtführender ins letzte Rennwochenende der Saison. In diesem blieb er jedoch ohne Punkte und fiel dadurch in der Gesamtwertung hinter Daniil Kwjat zurück. Regalia unterlag ihm mit 138 zu 168 Punkten und wurde Gesamtzweiter. 2014 ging Regalia für Hilmer Motorsport in der GP2-Serie an den Start. Nachdem Regalia an den ersten vier Veranstaltungen nie besser als Platz 17 gewesen war, verließ er Hilmer im Streit. Beide Parteien wiesen sich gegenseitig die Schuld für das schwache Abschneiden zu. Da Hilmer Motorsport auf die Einhaltung des Vertrags pochte, kam Regalia im weiteren Verlauf der Saison auch für kein anderes Team oder in einer anderen Serie zum Einsatz. Am Saisonende belegte er den 31. Gesamtrang. Darüber hinaus war er Entwicklungsfahrer beim Formel-1-Rennstall Force India.
2015 plante Regalia für Zeta Corse in der Formel Renault 3.5 an den Start zu gehen. Allerdings wechselte er noch vor dem Saisonbeginn zu Comtec Racing. Jedoch kam er auch für diesen Rennstall nicht zu einem Renneinsatz. Regalia meldete sich des Weiteren zu einer Veranstaltung der europäischen Formel-3-Meisterschaft für EuroInternational. Er verzichtete jedoch auf eine Teilnahme an den Rennen.

## Sonstiges
Im Alter von acht Jahren zog Regalia mit seiner Familie nach Madrid. Bevor er im Motorsport aktiv war, spielte er in einer Fußball-Jugendmannschaft von Real Madrid.
Regalia startete am Anfang seiner Karriere mit spanischer Rennlizenz. Seit 2010 tritt er mit einer argentinischen Lizenz an.

## Statistik

### Karrierestationen
| - 2006–2007: Kartsport - 2008: Europäische Formel BMW (Platz 16) - 2009: Europäische Formel BMW (Platz 8) - 2010: Europäische Formel BMW (Platz 8) | - 2011: Italienische Formel 3 (Platz 10) - 2012: Auto GP (Platz 7) - 2012: European F3 Open (Platz 4) - 2012: GP3-Serie (Platz 27) | - 2013: GP3-Serie (Platz 2) - 2014: GP2-Serie (Platz 31) - 2014: Formel 1 (Testfahrer) - 2015: Europäische Formel 3 |

### Einzelergebnisse in der GP3-Serie
| Jahr | Team                 | 1   | 2   | 3   | 4   | 5   | 6   | 7   | 8   | 9   | 10  | 11  | 12  | 13  | 14  | 15  | 16  | Punkte | Rang |
| ---- | -------------------- | --- | --- | --- | --- | --- | --- | --- | --- | --- | --- | --- | --- | --- | --- | --- | --- | ------ | ---- |
| 2012 | Jenzer Motorsport    | ESP | ESP | MON | MON | ESP | ESP | GBR | GBR | GER | GER | HUN | HUN | BEL | BEL | ITA | ITA | 0      | 27.  |
| 2012 | Jenzer Motorsport    |     |     |     |     |     |     | 14  | 12  |     |     |     |     |     |     |     |     | 0      | 27.  |
| 2012 | Atech CRS Grand Prix |     |     | 18  | 18  |     |     |     |     |     |     |     |     |     |     |     |     | 0      | 27.  |
| 2013 | ART Grand Prix       | ESP | ESP | ESP | ESP | GBR | GBR | GER | GER | HUN | HUN | BEL | BEL | ITA | ITA | UAE | UAE | 138    | 2.   |
| 2013 | ART Grand Prix       | 24* | 14  | 2   | 7   | 3   | 5   | 1   | DNF | 6   | 4   | 3   | 3   | 3   | 4   | 15  | 16  | 138    | 2.   |

### Einzelergebnisse in der GP2-Serie
| Jahr | Team              | 1   | 2   | 3   | 4   | 5   | 6   | 7   | 8   | 9   | 10  | 11  | 12  | 13  | 14  | 15  | 16  | 17  | 18  | 19  | 20  | 21  | 22  | Punkte | Rang |
| ---- | ----------------- | --- | --- | --- | --- | --- | --- | --- | --- | --- | --- | --- | --- | --- | --- | --- | --- | --- | --- | --- | --- | --- | --- | ------ | ---- |
| 2014 | Hilmer Motorsport | BRN | BRN | ESP | ESP | MON | MON | AUT | AUT | GBR | GBR | GER | GER | HUN | HUN | BEL | BEL | ITA | ITA | RUS | RUS | UAE | UAE | 0      | 31.  |
| 2014 | Hilmer Motorsport | DNF | 20  | DNF | 17  | DNF | 21  | DNF | 24  |     |     |     |     |     |     |     |     |     |     |     |     |     |     | 0      | 31.  |

### Einzelergebnisse in der europäischen Formel-3-Meisterschaft
| Jahr | Team              | Motor    | 1   | 2   | 3   | 4   | 5   | 6   | 7   | 8   | 9   | 10  | 11  | 12  | 13  | 14  | 15  | 16  | 17  | 18  | 19  | 20  | 21  | 22  | 23  | 24  | 25  | 26  | 27  | 28  | 29  | 30  | 31  | 32  | 33  | Punkte | Rang |
| ---- | ----------------- | -------- | --- | --- | --- | --- | --- | --- | --- | --- | --- | --- | --- | --- | --- | --- | --- | --- | --- | --- | --- | --- | --- | --- | --- | --- | --- | --- | --- | --- | --- | --- | --- | --- | --- | ------ | ---- |
| 2015 | EuroInternational | Mercedes | SIL | SIL | SIL | HO1 | HO1 | HO1 | PAU | PAU | PAU | MNZ | MNZ | MNZ | SPA | SPA | SPA | NOR | NOR | NOR | ZAN | ZAN | ZAN | SPI | SPI | SPI | POR | POR | POR | NÜR | NÜR | NÜR | HO2 | HO2 | HO2 | 0      | –    |
| 2015 | EuroInternational | Mercedes |     |     |     |     |     |     |     |     |     | WD  | WD  | WD  |     |     |     |     |     |     |     |     |     |     |     |     |     |     |     |     |     |     |     |     |     | 0      | –    |